# Eaten Back to Life
Az Eaten Back to Life az amerikai Cannibal Corpse debütáló lemeze, mely 1990-ben jelent meg. Amikor a zenekar tagjai kiadót kerestek a lemez megjelentetéséhez mindenhol visszaküldték nekik a promó anyagokat. Ízléstelen viccnek tartották a zenekart beteges szövegviláguk és minden korábbinál brutálisabb zenéjük miatt. A debüt végül a Metal Blade égisze alatt jött ki, mely kiadóval még mai napig szoros kapcsolatban dolgoznak együtt. A lemezt borítója és szövegei révén betiltották Németországban (csakúgy, mint két utódját) és egy per folytán több mint tíz éven át nem játszhattak semmit az első három lemezről a német koncertjeiken. A korongot a zenekar tagjai az első amerikai kannibálnak, Alfred Packernek dedikálták. A Mangled és az A Skull Full of Maggots dalokban Glen Benton (Deicide) és Francis M. Howard (Incubus, Opprobrium) szerepel vendégénekesként.

## Számlista
A dalok szövegét Chris Barnes írta.
1. "Shredded Humans" (Barnes, Jack Owen) – 5:11
2. "Edible Autopsy" – 4:32
3. "Put Them to Death" – 1:50
4. "Mangled" (Barnes, Paul Mazurkiewicz) – 4:29
5. "Scattered Remains, Splattered Brains" (Barnes, Owen) – 2:34
6. "Born in a Casket" – 3:20
7. "Rotting Head" (Barnes, Owen) – 2:26
8. "The Undead Will Feast" (Barnes, Owen, Alex Webster) – 2:49
9. "Bloody Chunks" – 1:53
10. "A Skull Full of Maggots" – 2:06
11. "Buried in the Backyard" – 5:11

## Zenészek
- Chris Barnes: ének
- Bob Rusay: gitár
- Jack Owen: gitár
- Alex Webster: basszusgitár
- Paul Mazurkiewicz: dob

## Fordítás
Ez a szócikk részben vagy egészben  az   Eaten Back to Life című angol Wikipédia-szócikk fordításán alapul.  Az eredeti cikk szerkesztőit annak laptörténete sorolja fel. Ez a jelzés csupán a megfogalmazás eredetét és a szerzői jogokat jelzi, nem szolgál a cikkben szereplő információk forrásmegjelöléseként.

## Külső hivatkozások
- Cannibal Corpse hivatalos honlapja